# Эксикат
Эксика́т (от лат. exsiccatum — высушенный) — гербарный экземпляр определённого вида с указанием места и времени сбора, автора сбора и определения, используемый при таксономических исследованиях. Предназначены для распространения среди ботаников и/или научных организаций.
Одним из первых ботаников, издавших эксикаты, был Якоб Эрхарт. Начиная с 1780 года он издал семь серий эксикат, содержавших около 1620 видов растений. Пять из этих семи серий (1, 2, 4, 5, 7) хранятся сейчас (с небольшими пропусками) в Гербарии Московского университета. С 1790 года Давид Хоппе начал издавать «Herbarium vivum». Образцы Хоппе по качеству были выше эрхартовских, подробнее были и этикетки — обычно с указанием точного места сбора. В начале XIX века широко развернул продажу швейцарских растений ботаник Иоганн Шляйхер.
Почти сразу наметились два основных типа эксикат: тип «флоры» («Flora exsiccata…») и тип «путешествия» («Iter…»). Эксикаты первого типа издавали в течение долгого ряда лет ботаники, постоянно жившие и работавшие в той или иной стране. Тираж этих эксикат, как правило, был большим, в пределах 30—100 экземпляров. Эксикаты второго типа ботаники собирали во время путешествия по какой-либо местности в течение ограниченного периода времени, поэтому тираж таких эксикат был небольшим и редко превышал 20 экземпляров.
Первое издание эксикат московской флоры («Flora mosquensis exsiccata») предпринял в середине XIX века Н. И. Анненков. Издание эксикат, представляющих флору всей России, было начато в 1898 году С. И. Коржинским («Herbarium Florae Rossicae»). Эта работа была продолжена в 1900—1929 годах Д. И. Литвиновым.
Эксикаты второго типа собирали в XIX веке русские ботаники Г. С. Карелин и И. П. Кирилов.